# 蘭氏帚齒非鯽
蘭氏帚齒非鯽，為輻鰭魚綱鱸形目隆頭魚亞目慈鯛科的其中一種，分布於非洲喀麥隆Ejagham湖流域，體長可達9.9公分，生活習性不明。

## 擴展閱讀
維基物種上的相關：蘭氏帚齒非鯽